# Australachalcus acornis
Australachalcus acornis är en tvåvingeart som beskrevs av Marc Pollet 2005. Australachalcus acornis ingår i släktet Australachalcus och familjen styltflugor. Inga underarter finns listade i Catalogue of Life.